# Route du Sud 2017
La Route du Sud 2017, quarantunesima edizione della corsa, si svolse dal 15 al 18 giugno su un percorso di 673 km ripartiti in 4 tappe, con partenza da Villeveyrac e arrivo a Nogaro. Fu vinta dallo svizzero Silvan Dillier della BMC Racing Team davanti all'ecuadoregno Richard Carapaz e al francese Kenny Elissonde.

## Tappe
| Tappa  | Data      | Percorso                              | km    | Vincitore di tappa | Leader cl. generale |
| ------ | --------- | ------------------------------------- | ----- | ------------------ | ------------------- |
| 1ª     | 15 giugno | Villeveyrac > Saint-Pons-de-Thomières | 177,3 | Julien Loubet      | Julien Loubet       |
| 2ª     | 16 giugno | Espace Loisirs Sor-Agout > Saramon    | 173,8 | Elia Viviani       | Julien Loubet       |
| 3ª     | 17 giugno | Saint-Gaudens > Gavarnie-Gèdre        | 167   | Pierre Rolland     | Silvan Dillier      |
| 4ª     | 18 giugno | Saint-Michel > Nogaro                 | 154,8 | Tom Scully         | Silvan Dillier      |
| Totale | Totale    | Totale                                | 673   |                    |                     |

## Dettagli delle tappe

### 1ª tappa
- 15 giugno: Villeveyrac > Saint-Pons-de-Thomières – 177,3 km

| Pos. | Corridore      | Squadra                      | Tempo    |
| ---- | -------------- | ---------------------------- | -------- |
| 1    | Julien Loubet  | Armée de terre               | 4h31'53" |
| 2    | Silvan Dillier | BMC                          | a 22"    |
| 3    | Mauro Finetto  | Delko Marseille Provence KTM | s.t.     |

| Pos. | Corridore      | Squadra                      | Tempo    |
| ---- | -------------- | ---------------------------- | -------- |
| 1    | Julien Loubet  | Armée de terre               | 4h31'39" |
| 2    | Silvan Dillier | BMC                          | a 24"    |
| 3    | Mauro Finetto  | Delko Marseille Provence KTM | a 32"    |

### 2ª tappa
- 16 giugno: Espace Loisirs Sor-Agout > Saramon – 173,8 km

| Pos. | Corridore      | Squadra  | Tempo    |
| ---- | -------------- | -------- | -------- |
| 1    | Elia Viviani   | Sky      | 4h15'08" |
| 2    | Carlos Barbero | Movistar | s.t.     |
| 3    | Lorenzo Manzin | FDJ      | s.t.     |

| Pos. | Corridore      | Squadra                      | Tempo    |
| ---- | -------------- | ---------------------------- | -------- |
| 1    | Julien Loubet  | Armée de terre               | 8h46'47" |
| 2    | Silvan Dillier | BMC                          | a 24"    |
| 3    | Mauro Finetto  | Delko Marseille Provence KTM | a 32"    |

### 3ª tappa
- 17 giugno: Saint-Gaudens > Gavarnie-Gèdre – 167 km

| Pos. | Corridore       | Squadra           | Tempo    |
| ---- | --------------- | ----------------- | -------- |
| 1    | Pierre Rolland  | Cannondale-Drapac | 4h56'06" |
| 2    | Gianni Moscon   | Sky               | a 42"    |
| 3    | Richard Carapaz | Movistar          | s.t.     |

| Pos. | Corridore       | Squadra  | Tempo     |
| ---- | --------------- | -------- | --------- |
| 1    | Silvan Dillier  | BMC      | 13h44'06" |
| 2    | Richard Carapaz | Movistar | a 1"      |
| 3    | Kenny Elissonde | Sky      | a 1'38"   |

### 4ª tappa
- 18 giugno: Saint-Michel > Nogaro – 154,8 km

| Pos. | Corridore          | Squadra           | Tempo    |
| ---- | ------------------ | ----------------- | -------- |
| 1    | Tom Scully         | Cannondale-Drapac | 3h27'03" |
| 2    | Mathias Le Turnier | Cofidis           | s.t.     |
| 3    | Jerome Mainard     | Armée de terre    | s.t.     |

| Pos. | Corridore       | Squadra  | Tempo     |
| ---- | --------------- | -------- | --------- |
| 1    | Silvan Dillier  | BMC      | 17h11'09" |
| 2    | Richard Carapaz | Movistar | a 7"      |
| 3    | Kenny Elissonde | Sky      | a 1'44"   |

## Classifiche finali

### Classifica generale
| Pos. | Corridore       | Squadra                      | Tempo     |
| ---- | --------------- | ---------------------------- | --------- |
| 1    | Silvan Dillier  | BMC Racing Team              | 17h11'09" |
| 2    | Richard Carapaz | Movistar Team                | a 7"      |
| 3    | Kenny Elissonde | Team Sky                     | a 1'44"   |
| 4    | Brice Feillu    | Fortuneo-Oscaro              | a 2'47"   |
| 5    | David Arroyo    | Caja Rural-Seguros RGA       | a 4'07"   |
| 6    | Julien Loubet   | Armée de terre               | a 4'42"   |
| 7    | Gianni Moscon   | Team Sky                     | a 5'38"   |
| 8    | Rigoberto Urán  | Cannondale-Drapac            | a 5'45"   |
| 9    | Mauro Finetto   | Delko Marseille Provence KTM | a 5'51"   |
| 10   | Hubert Dupont   | Ag2r-La Mondiale             | a 6'33"   |